# Wappen der Provinz Ciudad Real

Wappen der Abgeordnetenversammlung der Provinz Ciudad Real seit 1833 (gilt als Provinzwappen)

Die Abgeordnetenversammlung der Provinz Ciudad Real verwendet gemäß der Tradition seit ihrer Gründung 1833 einen Wappenschild, der daher als Provinzwappen gelten kann. Er wurde allerdings nie durch eine Abstimmung offiziell bestätigt. Er erschien jedoch am 13. Januar 1963 auf der dreizehnten Briefmarke der Serie Escudos provinciales españoles.

## Beschreibung
In der Heraldik werden die Bezeichnungen rechts und links grundsätzlich aus der Sicht der Person verwendet, die den Schild vor sich her tragen würde, also entgegengesetzt zur Sicht des Betrachters.
Der Schild ist in 9 Felder unterteilt, vier im Schildhaupt, je eines zu beiden Seiten und drei im Schildfuß, und trägt dazu einen Herzschild. Die insgesamt 10 Felder stehen somit für die 10 Gerichtsbezirke, in die die Provinz bis heute unterteilt ist:
- Im ersten Feld schwebt auf silbernem Grund ein rotes Calatravakreuz, belegt mit einem goldenen, schwarz vermauerten Kastell mit blauen Tür- und Fensteröffnungen. Es repräsentiert Daimiel.
- Im zweiten Feld steht auf silbernem Grund der rote Buchstabe M, bekrönt mit einer goldenen Mauerkrone und beiderseits begleitet von je einer schwarzen Fessel. Über der Mauerkrone stehen drei grüne Apfelbäume (spanisch manzano), sprechende Symbole für Manzanares.
- Im dritten Feld steht auf einem grünen Rasenstück vor silbernem Grund ein goldenes, schwarz vermauertes Kastell mt blauen Tür- und Fensteröffnungen, das Piedrabuena repräsentiert.
- Das vierte Feld zeigt in Silber wieder ein rotes Calatravakreuz, das mit einem goldenen, schwarz vermauerten Kastell mit blauen Tür- und Fensteröffnungen belegt ist und schräg unten von zwei schwarzen Fesseln begleitet wird. Es steht für Almagro.
- Im fünften Feld ist ein rotes Jakobskreuz auf silbernem Grund zu sehen, das rechts oben und links unten von einem goldenen Schild mit vier roten Pfählen, links oben von einem goldenen, schwarz vermauerten Kastell mit blauen Tür- und Fensteröffnungen und rechts unten von einem rot bewehrten und gezungten, golden gekrönten, aufrechten, purpurnen Löwen begleitet wird. Das Feld steht für Villanueva de los Infantes.
- Das sechste Feld ist quadriert und zeigt rechts oben auf rotem Grund ein goldenes, schwarz vermauertes Kastell mit blauen Tür- und Fensteröffnungen, links oben auf silbernem Grund einen rot bewehrten und gezungten, golden gekrönten, aufrechten, purpurnen Löwen, rechts unten auf silbernem Grund ein rotes Calatravakreuz und links unten auf rotem Grund zwei gekreuzte silberne Hämmer. In die Spitze des Feldes ist ein grüner Granatapfel mit rotem Riss auf silbernem Grund eingeschoben. Das Feld ist mit einem ovalen, blauen Herzschild belegt, auf dem drei goldene Lilien 2:1 gestellt sind. Das Feld steht für Almadén.
- Das siebte Feld ist gleichfalls quadriert. Hier steht rechts oben auf rotem Grund ein goldenes, schwarz vermauertes Kastell mit blauen Tür- und Fensteröffnungen, links oben auf goldenem Grund ein rotes Calatravakreuz, rechts unten auf silbernem Grund ein Trinitarierkreuz und links unten auf silbernem Grund drei braune, 1:2 gestapelte Fässer. Auf dem breiten goldenen Rand steht in schwarzen Lettern „MUY HEROICA CIUDAD DE VALDEPEÑAS“ ("sehr heldenhafte Stadt Valdepeñas").
- Im achten Feld steht auf rotem Grund ein silbernes Johanniterkreuz, das mit einem blauen Schild belegt ist. Darauf steht rechts auf goldenem Boden ein goldenes, schwarz vermauertes Kastell mit roten Tür- und Fensteröffnungen gegen das von links ein geharnischter Ritter mit schwarzer Lanze und braunem Schild auf einem Schimmel anreitet. Dieses Feld repräsentiert Alcázar de San Juan.
- Das neunte Feld ist wiederum quadriert. Rechts oben steht in Gold ein rotes Calatravakreuz, links oben auf rotem Grund ein goldenes, schwarz vermauertes Kastell mit blauen Tür- und Fensteröffnungen, rechts unten in Blau ein grüner Baum auf einer ebensolchen Landschaft und links unten auf blauem Grund zwischen natürlichen Felsen eine blaue Lagune. Dieses Feld steht für Almodóvar del Campo.
- Der Herzschild steht für die Provinzhauptstadt Ciudad Real. Er zeigt auf blauem Grund das Bild eines silberhaarigen Königs, der, angetan mit einem Purpurmantel mit breitem Hermelinkragen, gekrönt mit einer offenen, goldenen Krone, ein silbernes Schwert in der Rechten und ein goldenes Zepter in der Linken, auf einem goldenen Thron sitzt. Der Thron wird von einem silbernen, schwarz vermauerten Bogen überspannt, der auf zwei silbernen Säulen ruht. Diese Anordnung wird von einer sechseckigen, goldenen Zinnenmauer umgeben, die an jeder Ecke von einem viereckigen Zinnenturm markiert wird. Der rote Schildrand ist mit 8 goldenen, schwarz vermauerten Kastellen mit blauen Tür- und Fensteröffnungen belegt.

Auf dem Wappenschild ruht die geschlossene spanische Königskrone.

## Historische Herkunft der Wappenbestandteile
- Calatravakreuz:

Der Ritterorden von Calatrava wurde im Januar 1158 von Sancho III. von Kastilien und dem Abt Raimundo de Fitero als „Ersatz“ für den Templerorden gegründet, der sich als zu schwach gezeigt hatte, um die strategische Straße von Toledo nach Córdoba zu verteidigen. Gemäß José de Avilés e Iturbide war sein Emblem auf den Rittergewändern schon immer ein rotes Lilienkreuz. Auf den Standarten war das Kreuz anfänglich schwarz, wechselte dann aber auch zu rot.
- Kastell:

Während der Regierungszeit Alfons VIII. wurde das Kastell zwischen 1171 und 1176 das Symbol für das Königreich Kastilien. Meist wurde es auf rotem Grund gezeigt.
- Fesseln:

Die Fesseln, die im zweiten und vierten Feld auftauchen, wurden von den Ordensrittern von Calatrava verwendet, um die Vorderbeine ihrer Pferde beim Grasen zusammenzuhalten. Sie stehen also für die Zugehörigkeit von Manzanares und Almagro zum Herrschaftsgebiet des Ordens.
- Jakobskreuz:

Das Jakobskreuz ist das Abzeichen des am 29. Juli 1170 von König Ferdinand II. von León und dem damaligen Bischof von Salamanca, Pedro Suárez de Deza, in Cáceres gegründeten Orden des heiligen Jakob vom Schwert (spanisch Orden de Santiago). Villanueva de los Infantes erhielt 1421 vom Infanten Enrique de Aragón, zweiter Sohn König Ferdinands I. und Großmeister des Ordens, seine Stadtrechte.
- Vier rote Pfähle:

Über die Herkunft der roten Pfähle, der „barras de Aragón“, gibt es zwei Haupttheorien. Die erste führt sie auf König Alfons II. zurück, der 1187 erstmals mit diesem Symbol unterzeichnete. Er war Sohn von Raimund Berengar IV., Graf von Barcelona, der diese Pfähle bereits auf seinem Schild geführt haben soll. Die zweite Theorie besagt, dass es während der Regierungszeit von Sancho Ramírez (1063–1094) eine enge Beziehung zwischen dem Königreich Aragón und dem Heiligen Stuhl gab und dass gegenseitig Dokumente hin und her geschickt wurden, an denen vier rote Seidenbänder hingen. Da Sancho Ramírez der einzige hispanische Herrscher war, der unter direktem Schutz des Papstes stand, könnten diese Bänder zum Wappenzeichen geworden sein.
- Löwe:

Dieser Löwe ist seit Alfons VII. (1126–1157) Wappentier des Königreichs León, mit der goldenen Krone erscheint er erstmals unter Sancho IV. von Kastilien ab 1284. Das Wappen von Villanueva de los Infantes wurde 1421 zusammen mit den Stadtrechten verliehen und enthält deshalb die Symbole der Königreiche Aragón und León.
- Schlägel und Eisen:

Diese verweisen auf den seit dem 3. Jahrhundert v. Chr. nachweisbaren Bergbau auf Zinnober in Almadén, aus welchem man durch Rösten Quecksilber gewinnen konnte. Die Minen von Almadén sind seit 2012 UNESCO-Welterbestätte.
- Granatapfel:

Der Granatapfel ist seit dem 2. Januar 1492, als die Katholischen Könige das Emirat Granada eroberten, Symbol dieser Stadt. Möglicherweise half das durch den Quecksilberbergbau verdiente Geld bei dieser Eroberung.
- goldene Lilien:

Die Lilien sind das Stammwappen des französischen Königshauses Bourbon, das seit 1700 die Könige von Spanien stellt. Karl III. errichtete am 14. Juli 1777 in Almadén eine Bergakademie (spanisch Academia de Minería y Geografía Subterránea de Almadén), die als viertälteste der Welt noch heute existiert.
- Trinitarierkreuz:

Der Orden der allerheiligsten Dreifaltigkeit und der Gefangenen (spanisch Orden de la Santísima Trinidad y de los Cautivos) wurde 1193 von Jean de Matha in Paris gegründet. Er widmete sich der Befreiung christlicher Gefangener aus maurischer Gefangenschaft. Juan García Xixón, heiliggesprochen am 25. Mai 1975 unter seinem Ordensnamen Juan Bautista de la Concepción, reformierte von 1599 bis 1605 von Valdepeñas aus diesen Orden.
- Fässer:

Die gestapelten Fässer stehen für den Weinanbau in Valdepeñas, der archäologisch schon in einer Iberersiedlung des vierten vorchristlichen Jahrhunderts belegt ist. Im 12. Jahrhundert führten die Ritter des Calatravaordens rote Trauben aus Burgund ein.
- Johanniterkreuz:

Es verweist auf den Orden des Spitals vom heiligen Johannes zu Jerusalem, dem nach der Eroberung des Taifa der Ḏū n-Nūniden in Toledo durch Alfons VI. von León ab 1189 die Wiederbesiedlung und Verteidigung dieses Gebiets anvertraut wurde. In Alcázar de San Juan residierte in der ehemals maurischen Alcazaba ein Großprior.
- Herzschild:

Der König auf seinem Thron unter dem silbernen Mauerbogen ist Alfons X. von Kastilien, der 1255 Ciudad Real gegründet hat. Das Blau erinnert seit dem 15. Jahrhundert an den weiten Himmel über La Mancha und die goldenen Kastelle im Rahmen an den Platz der Stadt unter den Städten Kastiliens.